# Flo
Flo (estilizado em letras maiúsculas) é um girl group britânico, formado em Londres, em 2019, por três integrantes Jorja Douglas, Stella Quaresma e Renée Downer. O grupo foi formado em 2019 e assinou contrato com a Island Records. O trio lançou seu single de estreia "Cardboard Box", que ganhou popularidade nas redes sociais. O single foi incluído em seu EP de estreia, The Lead (2022). O sucesso do EP levou o grupo a receber o Brit Awards de Estrela em Ascensão, tornando-se o primeiro grupo feminino a ganhar o prêmio.

## Integrantes
"Eu vi as meninas e gritamos um para o outro através da sala. Eu soube naquele momento que estávamos prestes a começar algo grande."

—Douglas falando sobre quando os membros se conheceram pela primeira vez.
Stella Quaresma nasceu em Kingston upon Thames, em Londres, Inglaterra e, com quatro semanas de vida, mudou-se para Moçambique. Ela voltou para o interior da Grã-Bretanha aos cinco anos de idade, antes de retornar a Londres, onde começou a frequentar a Sylvia Young Theatre School, quando conheceu sua colega de banda Renée Downer. Quaresma estava um ano acima de Downer. Ela cresceu ouvindo artistas musicais africanos e sua mãe mais tarde apresentou a ela Etta James e artistas britânicos como Amy Winehouse. Antes de fazer parte do grupo, ela trabalhava como garçonete.
Jorja Douglas nasceu em Weissenburg, na Alemanha Oriental, antes de se mudar para Hertfordshire, aos oito meses de idade. Ela cresceu ouvindo música R&B apresentada a ela por sua mãe. Ela é filha da ex-velocista Stephi Douglas e, em 2017, competiu e venceu a segunda temporada da série de competições da CBBC, Got What It Takes?. Antes de estar no grupo Flo, Douglas trabalhou para uma firma de contabilidade.
Renée Downer nasceu e foi criada no norte de Londres. Ela frequentou a Sylvia Young Theatre School, onde conheceu a colega de banda Stella Quaresma, que estava um ano acima. Ela cresceu ouvindo R&B, house e gospel da igreja. Antes de entrar na banda, ela trabalhou na H&M da Regent Street.

## Carreira

### 2019–2022: Formação e EP
Flo foi formado em 2019. Quaresma e Downer se conheceram estudando na Sylvia Young Theatre School e descobriram Douglas por seus vídeos cantando no Instagram. Seu single de estreia, "Cardboard Box", foi produzido pelo produtor musical britânico MNEK e lançado em 24 de março de 2022, depois que elas assinaram com a Island Records. A canção teve um bom desempenho nas redes sociais, e semanas depois, um videoclipe foi lançado em abril de 2022, que acumulou 900 mil visualizações em poucos dias. Uma versão acústica da música foi lançada no mês seguinte. Também produzido por MNEK, seu segundo single "Immature" e o videoclipe que o acompanha foram lançados em julho de 2022, antes de seu Extended play de estreia, The Lead, em 8 de julho de 2022. Um videoclipe para "Summertime", que também foi produzido por MNEK, foi lançado. Flo relançou The Lead em setembro de 2022 junto com um promocional single, "Not My Job".
Flo se apresentaram no Jimmy Kimmel Live! pela primeira vez em 6 de outubro de 2022, sendo sua estreia na televisão. Elas fizeram sua estreia na televisão britânica em Later... with Jools Holland no mês seguinte. Em dezembro de 2022, Flo se tornou o primeiro grupo a ganhar o prêmio Brit Awards de Estrela em Ascensão. Ainda no mesmo mês, o grupo lançou "Losing You" acompanhado de um videoclipe.

### 2023: Futuro álbum de estreia
No início de janeiro de 2023, Flo participou de um remix da faixa "Hide & Seek" do rapper britânico Stormzy. Em uma entrevista promocional com Elton John para o Apple Music, Flo revelou que seu álbum de estreia tem previsão de lançamento para 2023, comentando que "será incrível".
Ao fim do mesmo mês, Flo juntou-se ao line-up de vários festivais de verão de 2023 incluindo: Wireless Festival, Sol Blume, Glastonbury, TRNSMT, Longitude, Isle of Wight e o Summer Sonic Festival em Osaka, Japão. Em 23 de março de 2023, Flo lançou o single "Fly Girl", colaboração com a rapper Missy Elliott. A canção interpola o single "Work It" (2002) de Elliott, além de contar com um rap inédito da mesma.
Em 30 de março de 2023, o grupo embarcou na turnê "Flo Live" que teve todos os ingressos esgotados na América do Norte e Europa. Antes de seguirem para seu próximo show em Chicago, Flo fizeram uma aparição no The Tonight Show, apresentando "Fly Girl" pela primeira vez na televisão.
Em 11 de junho de 2023, Flo se apresentaram no Sumertime Ball da Capital FM no Estádio de Wembley em Londres, para um total de 80.000 pessoas. Em 23 de junho de 2023, elas se apresentaram no palco Woodsies no Glastonbury, o maior festival de música britânico. No mesmo mês, o grupo recebeu suas primeiras três indicações ao BET Awards de 2023, incluindo Melhor Grupo.
Em 3 de julho de 2023, Flo lançou de surpresa seu segundo extended play 3 of Us, incluindo as faixas "Control Freak" e "Change". Essas canções já haviam sido apresentadas durante os shows da turnê "Flo Live". O lançamento surpresa foi uma decisão tomada pelo grupo enquanto finalizam seu álbum de estreia. Nas redes sociais, elas chamaram isso de "um presente para os FLO Lifers que esperaram pacientemente por novas músicas". A performance de "Losing You" do grupo no canal da MTV em junho de 2023 foi indicada ao prêmio Push Performance of the Year no MTV Video Music Awards de 2023.

## Características musicais

### Estilo musical
O estilo de Flo baseia-se distintamente no R&B clássico e no hip-hop, especificamente dos anos 1990 e início dos anos 2000. Os visuais do videoclipe de seu single de estreia, "Cardboard Box", geraram comparações a "Unpretty" (1999) do TLC e "Overload" (2000) do Sugababes. Além de nomes como Destiny's Child e Spice Girls, H.E.R. foi mencionada como uma influência mais contemporânea do grupo.

### Influências
Todas as três garotas descreveram como foram moldadas pelas músicas que cresceram ouvindo; A mãe de Downer tocava canções de Aaliyah e Ciara no carro, e a mãe de Douglas gostava do "R&B da velha guarda". Quaresma ouvia música africana de seu pai, enquanto sua mãe tocava Amy Winehouse e Etta James.

## Discografia

### Extended plays
| Título                  | Detalhes do álbum |
| ----------------------- | --- |
| Home Session: FLO       | Lançamento: 29 de junho de 2022 - Gravadora: Island - Formatos: download digital, streaming                          |
| The Lead                | Lançamento: 8 de julho de 2022 - Gravadora: Island, Republic - Formatos: download digital, streaming, disco de vinil |
| The Lead (Film Edition) | Lançamento: 21 de setembro de 2022 - Gravadora: Island - Formatos: download digital, streaming                       |
| 3 of Us                 | Lançamento: 3 de julho de 2023 - Gravadora: Island - Formatos: download digital, streaming                           |

### Singles
| Título                                                                                                | Ano  | Posições de pico nas tabelas musicais | Posições de pico nas tabelas musicais | Posições de pico nas tabelas musicais | Álbum                     |
| Título                                                                                                | Ano  | GBR                                   | JAP                                   | NZL                                   | Álbum                     |
| --- | ---- | ------------------------------------- | ------------------------------------- | ------------------------------------- | ------------------------- |
| "Cardboard Box"                                                                                       | 2022 | 76                                    | 19                                    | 17                                    | The Lead                  |
| "Immature"                                                                                            | 2022 | —                                     | —                                     | —                                     | The Lead                  |
| "Summertime"                                                                                          | 2022 | —                                     | —                                     | —                                     | The Lead                  |
| "Losing You"                                                                                          | 2022 | —                                     | —                                     | —                                     | Adicionado à nenhum álbum |
| "Fly Girl" (com Missy Elliott)                                                                        | 2023 | 38                                    | 20                                    | 9                                     | Adicionado à nenhum álbum |
| "—" denota itens que não conseguiram entrar nas tabelas musicais ou não foram lançados no território. |      |                                       |                                       |                                       |                           |

### Outras aparições
| Título                | Ano  | Artista(s) | Álbum                |
| --------------------- | ---- | ---------- | -------------------- |
| "Hide & Seek" (Remix) | 2023 | Stormzy    | Não incluso em álbum |

## Filmografia

### Televisão
| Ano  | Título                                 | Função                           | Notas                           |
| ---- | -------------------------------------- | -------------------------------- | ------------------------------- |
| 2022 | Jimmy Kimmel Live!                     | Elas mesmas (Convidadas musical) | Episódio: 6 de outubro de 2022  |
| 2022 | Later... with Jools Holland            | Elas mesmas (Convidadas musical) | Episódio: 29 de outubro de 2022 |
| 2023 | The Tonight Show Starring Jimmy Fallon | Elas mesmas (Convidadas musical) | Episódio: 20 de abril de 2023   |

## Videografia

### Vídeos musicais
| Título                   | Ano  | Artista(s)          | Diretor(es)  | Duração | Ref.   |
| ------------------------ | ---- | ------------------- | ------------ | ------- | ------ |
| "Cardboard Box"          | 2022 |                     | LOOSE        | 2:47    | [ 46 ] |
| "Cardboard Box Acoustic" | 2022 | Saorla Houston      | 2:55         | [ 47 ]  |        |
| "Immature"               | 2022 | Avesta Keshtmand    | 2:55         | [ 48 ]  |        |
| "Summertime"             | 2022 | Saorla Houston      | 3:58         | [ 49 ]  |        |
| "Losing You"             | 2022 | Frost, Meeks Rayvon | 3:45         | [ 50 ]  |        |
| "Fly Girl"               | 2023 | Missy Elliott       | Tajana Tokyo | 3:32    | [ 51 ] |

## Turnês
- FLO Live (2023)[52]

## Prêmios e indicações
| Premiação               | Ano  | Recipiente(s)   | Categoria                     | Resultado | Ref.   |
| ----------------------- | ---- | --------------- | ----------------------------- | --------- | ------ |
| BBC Sound of...         | 2023 | Flo             | Sound of 2023                 | Venceu    | [ 53 ] |
| Brit Awards             | 2023 | Flo             | Estrela em Ascensão           | Venceu    | [ 20 ] |
| Breaktudo Awards        | 2022 | "Immature"      | Hino do Ano                   | Indicado  | [ 54 ] |
| Bulletin Awards         | 2022 | Flo             | Estrela em Ascensão           | Venceu    | [ 55 ] |
| Bulletin Awards         | 2022 | Flo             | Grupo do Ano                  | Indicado  | [ 55 ] |
| Global Awards           | 2023 | Flo             | Estrela em Ascenção           | Venceu    | [ 56 ] |
| Global Awards           | 2023 | Flo             | Melhor Ato de Hip-Hop ou R&B  | Indicado  | [ 56 ] |
| Guap Gala               | 2022 | Flo             | Artista Musical Para Assistir | Venceu    | [ 57 ] |
| MOBO Awards             | 2022 | Flo             | Melhor Revelação              | Indicado  | [ 58 ] |
| MTV Europe Music Awards | 2023 | Flo             | Melhor Artista Push           | Venceu    | [ 59 ] |
| MTV Video Music Awards  | 2023 | Flo             | Performance Push do Ano       | Pendente  | [ 60 ] |
| That Grape Juice Awards | 2022 | Flo             | Melhor Novo artista           | Indicado  | [ 61 ] |
| That Grape Juice Awards | 2022 | Flo             | Melhor Novo artista           | Indicado  | [ 61 ] |
| The Rated Awards        | 2022 | Flo             | Artista Feminina do Ano       | Indicado  | [ 62 ] |
| UB Honors               | 2022 | Flo             | Melhor Artista de R&B/Hip-Hop | Venceu    | [ 63 ] |
| Urban Music Awards      | 2023 | Flo             | Artista Mais Criativo         | Indicado  | [ 64 ] |
| Urban Music Awards      | 2023 | Flo             | Ato Mais Inspirador           | Indicado  | [ 64 ] |
| Urban Music Awards      | 2023 | "Cardboard Box" | Melhor Single                 | Indicado  | [ 64 ] |
| Urban Music Awards      | 2023 | Flo             | Melhor Ato Feminino           | Indicado  | [ 64 ] |
| Urban Music Awards      | 2023 | Flo             | Melhor Grupo                  | Indicado  | [ 64 ] |